# المسلمون الصينيون في الحرب الصينية اليابانية الثانية

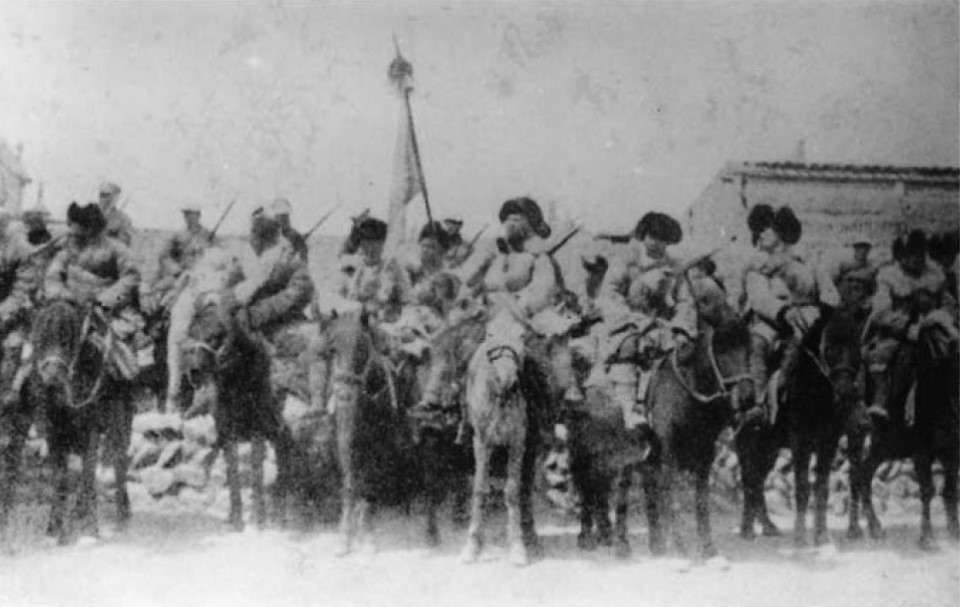
1939، شمال غرب الصين، المقاتلون المسلمون الصينيون يتجمعون للقتال ضد اليابانيين

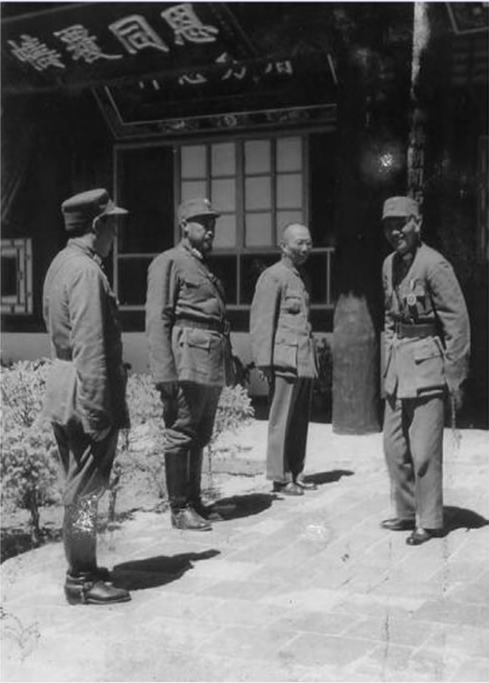
يلتقي شيانغ كاي شيك (يمين) مع الأشقاء المسلمين والجنرالات ما بوفانغ (الثاني من اليسار) وما ما بوتشينغ (الأول من اليسار) في شينينغ، أغسطس 1942.

تودد الجنرالات الصينيون واليابانيون للمسلمين الصينيين في الحرب الصينية اليابانية الثانية، لكنهم كانوا يميلون إلى القتال ضد اليابانيين، بدعم أو بدون دعم من المستويات العليا للفصائل الصينية الأخرى. حاولت اليابان الوصول إلى الأقليات العرقية للوقوف إلى جانبهم خلال الحرب الصينية اليابانية الثانية، لكنها نجحت فقط مع مانشوكو ومينتشيانغ.

## الفظائع اليابانية المرتكبة ضد مسلمي هوي
خلال الحرب الصينية اليابانية الثانية اتبع اليابانيون ما يشار إليه بـ «سياسة القتل» ودمروا العديد من المساجد. وفقًا لوان لي، «أظهرت الإحصاءات أن اليابانيين دمروا 220 مسجدًا وقتلوا عددًا لا يحصى من شعب هوى بحلول أبريل 1941». بعد مذبحة نانجنغ وجدو مساجد نانجينغ في نانجينغ مليئة بالجثث. كما اتبعت سياسة القمع الاقتصادي التي تضمنت تدمير المساجد ومجتمعات الهوي وجعلت العديد من الهوى عاطلين عن العمل ومشردين. سياسة أخرى كانت سياسة الإذلال المتعمدة. وشمل ذلك تلطيخ الجنود للمساجد بدهون الخنزير، وإجبار الهوي على ذبح الخنازير لإطعام الجنود، وإجبار الفتيات على العمل كغييشا ومغنيات ولكن في الواقع جعلتهم بمثابة عبيد جنس. تم تدمير مقابر هوى لأسباب عسكرية. قاتل العديد من مسلمي الهوي وسالار ودونغشيانغ والبونان في الحرب ضد اليابان.
وتعرضت مقاطعة داتشانغ في مقاطعة هوى المسلمة للذبح من قبل اليابانيين.

في 10 فبراير 1938، كتب سكرتير المفوض بالسفارة الألمانية روزن إلى وزارة خارجيته حول فيلم أنتج في ديسمبر من قبل القس جون ماجي حول مذبحة نانجينغ للتوصية بشرائه. فيما يلي مقتطف من رسالته ووصف لبعض لقطاتها المحفوظة في الأرشيف السياسي لوزارة الخارجية في برلين. أحد الضحايا الذين قتلهم اليابانيون مسلم (محمدي) واسمه ها. 
 خلال عهد الرعب الياباني في نانجينغ - والذي، بالمناسبة، يستمر حتى يومنا هذا إلى حد كبير   - التقط القس جون ماجي، عضو بعثة الكنيسة الأسقفية الأمريكية الذي كان هنا لمدة ربع قرن تقريبًا، صورًا متحركة تشهد ببلاغة على الفظائع التي ارتكبها اليابانيون. . . سيتعين على المرء الانتظار ومعرفة ما إذا كان أعلى الضباط في الجيش الياباني نجحوا، كما أشاروا، في وقف أنشطة قواتهم، التي تستمر حتى اليوم. 